# Muntanya de Santa Fe
La Muntanya de Santa Fe és una muntanya al municipi d'Organyà, a la comarca de l'Alt Urgell, amb una elevació màxima de 1.225 metres. Al Est, i separat pel Collet de Prats, hi ha l'Ermita de Santa Fe que corona un cim de 1.211 metres.
Aquest cim està inclòs al llistat dels 100 cims de la FEEC amb el nom de Santa Fe. 